# Planck Observatory

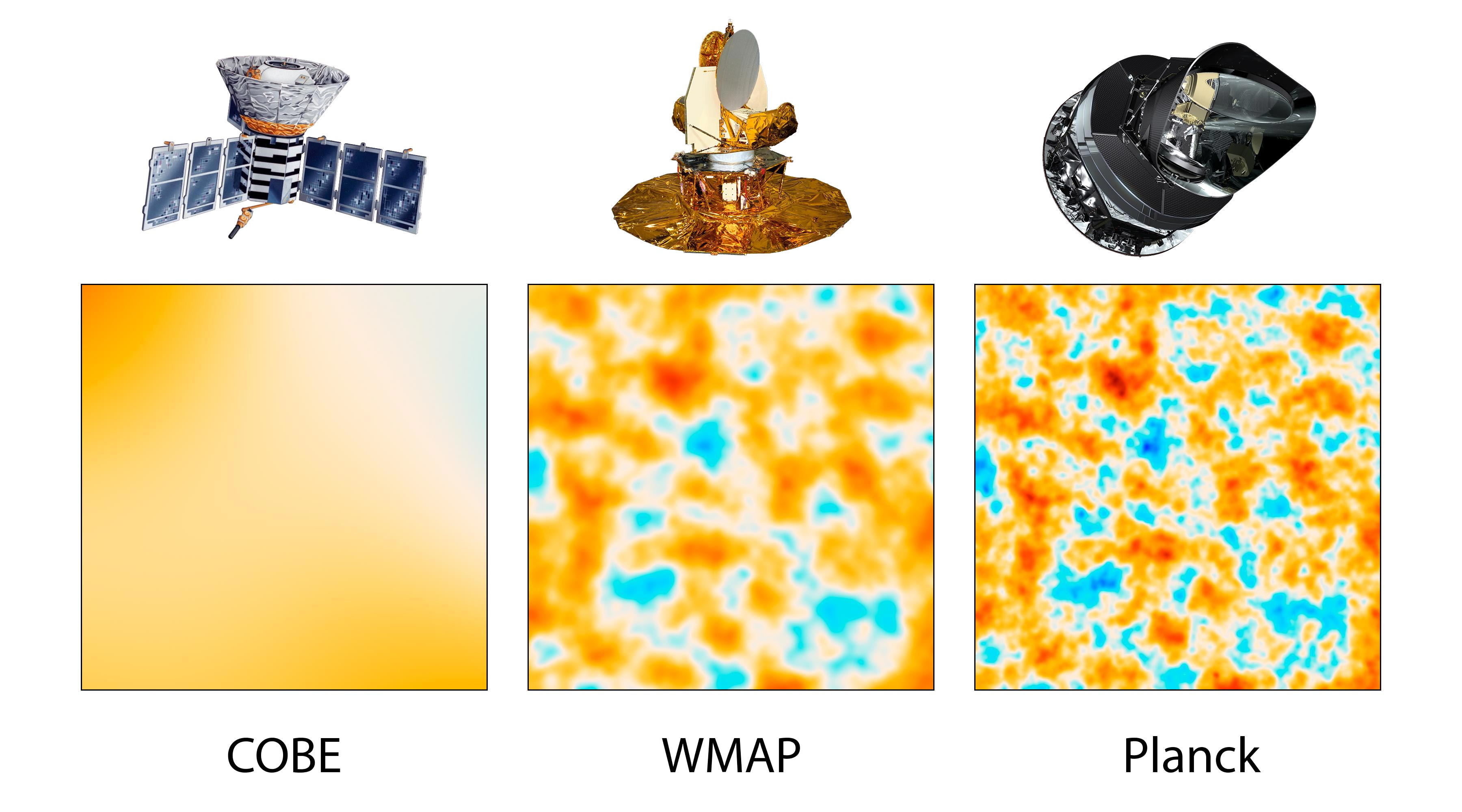
vergelijking van metingen van een gebied van 10 vierkante graad door COBE, WMAP en Planck

De Planck Observatory was een (sub)millimeter- en radiotelescoop die op 14 mei 2009 samen met de Ruimtetelescoop Herschel door de Europese Ruimtevaartorganisatie succesvol gelanceerd werd met een Ariane 5-raket vanaf de lanceerbasis Centre Spatial Guyanais in Kourou in Frans-Guyana.
De satelliet bevond zich in een baan om het tweede Lagrangepunt van het Aarde-Zon systeem. Het doel van deze satelliet was het meten van anisotropieën in de kosmische achtergrondstraling. Dit is de warmtestraling die kort na het ontstaan van het heelal met de oerknal is uitgezonden en nu pas, meer dan 13,7 miljard jaar later, onze regio van het heelal bereikt. De temperatuur van de achtergrondstraling is in die tijd gedaald tot 2,725 ± 0,001 kelvin.
Deze satelliet is vernoemd naar de Duitse natuurkundige Max Planck.
Omdat de satelliet door het opraken van de koeling niet langer in staat is te observeren is hij in augustus 2013 in een parkeerbaan gebracht, en op 23 oktober 2013 is het laatste commando naar Planck gestuurd om de satelliet uit te zetten.